# Munichione
Munichione (in greco antico: Μουνιχιών?, Munichiòn) era il nome del decimo mese del calendario attico nell'antica Grecia.

## Caratteristiche
Munichione andava dalla seconda metà di aprile alla prima metà di maggio circa. Il nome del mese era legato alle Munichie, feste che si celebravano sulla Munichia, una altura sovrastante il Pireo dove sorgeva il tempio di Artemide Munichia.